# Inversió genètica

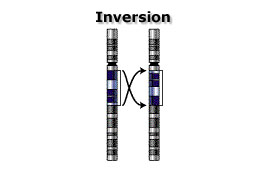
Diagrama mostrant el procés de la inversió genètica sobre un cromosoma. Les bandes de colors representen les bandes que s'obtenen mitjançant tincions de cromosomes.

Una inversió genètica és una mutació que afecta a disposició estructural dels gens en els genomes bé sigui en els cromosomes (bacterians o eucariotes) o inclús en els dels virus. En aquesta hi ha una ruptura per dos punts d'un cromosoma, el tros que ha quedat delimitat per les ruptures pot tornar a fusionar-se, però al fer-ho pot ser que pateixi una inversió, "un gir de 180°". Això es pot observar en un cariotip cromosòmic per la modificació del patró de bandes. Aquestes mutacions no solen ser patològiques, que no sol comportar pèrdua o addició de gens. Si que podria donar lloc a patologies en quant els llocs de ruptura interrompessin alguna part codificant.
Les inversions es poden classificar en:
- Inversions pericèntriques: si el tros invertit inclou el centròmer del cromosoma
- Inversions paracèntriques: si el tros invertit no inclou el centròmer del cromosoma